# Буйга
Буйга (кирг. Буйга) — село в Кара-Кульджинском районе Ошской области Кыргызстана. Входит в состав Чалминского айылного аймака.

## География
Село расположено в северной части области, преимущественно на левом берегу реки Буйга (левый приток реки Тар), на расстоянии приблизительно 20 километров (по прямой) к юго-востоку от села Кара-Кульджа, административного центра района. Абсолютная высота — 1889 метров над уровнем моря.

## Население
Согласно оценочным данным Национального статистического комитета Кыргызской Республики, численность населения села на начало 2023 года составляла 1095 человек.
| год     | 2009 | 2014 | 2015 | 2020 | 2021 | 2023 |
| ------- | ---- | ---- | ---- | ---- | ---- | ---- |
| человек | 1573 | 1593 | 1601 | 1681 | 1074 | 1095 |